# Hadrodontes kulalensis
Hadrodontes kulalensis är en fjärilsart som beskrevs av Van Someren 1963. Hadrodontes kulalensis ingår i släktet Hadrodontes och familjen praktfjärilar. Inga underarter finns listade i Catalogue of Life.